# Толока Шевченків
Толо́ка Шевче́нків — доброчинний культурний проєкт в Україні, що втілив ідею першого видання книжки за фінансової підтримки лише однофамільців — носіїв прізвища Шевченко.

## Історія
Ідею проведення культурної «толоки», спрямованої на творчий розвиток і популяризацію вітчизняних традицій благодійності й меценатства, подав 2010 року киянин, письменник-публіцист Сергій Шевченко. У рік ювілею першого видання «Кобзаря» Тараса Шевченка (збірка поезій «Кобзар» вийшла друком 1840 року за сприяння земляка-українця Євгена Гребінки) Сергій Шевченко запропонував випустити у світ книжку коштом лише однофамільців. Автор ідеї — носій одного з найпопулярніших прізвищ в Україні — на той час підготував до друку збірник публіцистики «Розвіяні міфи. Історичні нариси і статті». Цей твір і було вирішено видати «толокою».

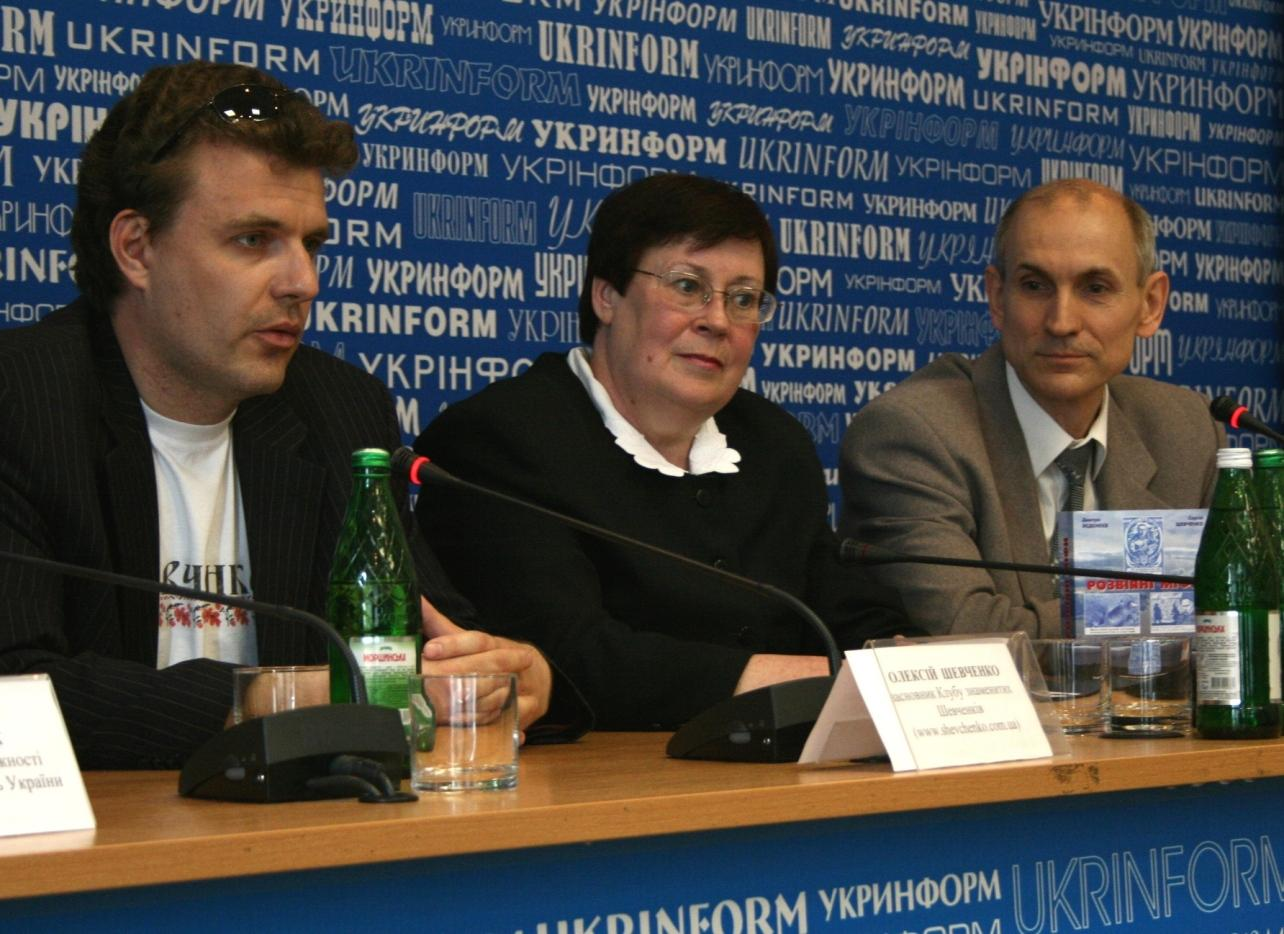
Учасники пресконференції в Укрінформі: зліва направо — Олексій Шевченко, засновник Клубу славетних Шевченків; Людмила Мех, президент ВБФ «Журналістська ініціатива»; Сергій Шевченко, письменник, автор ідеї «Толоки Шевченків» (Київ, 29.04.2010).
Фото Сергія Шевченка

Як представник наглядової ради Всеукраїнського благодійного фонду «Журналістська ініціатива» Сергій Шевченко поділився задумом із президентом фонду Людмилою Мех. Вона активно долучилася до заходів з популяризації культурної акції. Оприлюднену на вебсайті фонду звістку про гуртування меценатів навколо книговидавничого проєкту підхопила преса. Про акцію розповіли журналісти Валентин Щербачов, Емма Бабчук, Олександр Кавуненко, газета «Урядовий кур'єр», преса в регіонах — «Жизнь» (Донецьк), «Южная правда» (Миколаїв), «Крымская газета» (Ялта), «Прес-кур'єр» (Одеса), «Новий день» (Херсон), «Вісник Переяславщини» (м. Переяслав, Київська область), «Запорізька правда», «Рівне вечірнє». Ці та інші періодичні видання, зокрема науково-популярний журнал «Світогляд», вмістили статті про новий збірник публіцистики й про сам проєкт.
Схвально сприйняв ініціативу і Клуб славетних Шевченків. Його засновник Олексій Шевченко розмістив на вебсайті інформацію із закликом підтримати культурний проєкт. В Укрінформі 29 квітня 2010 року проведено пресконференцію, на якій презентовано культурний проєкт і макет майбутньої книжки. «Українці — однофамільці Кобзаря — подали приклад доброчинства на основі фамільного об'єднання — „віртуального“ клубу, який ще на початку 2000-х розгорнув свою діяльність у світовому кіберпросторі, — зауважив автор ідеї, який і сам вклав частину заощаджень у друкування збірника. — Посильними грошовими внесками підтримали акцію президент Української бібліотечної асоціації, заслужений працівник культури України Ірина Шевченко, родини засновника фамільного клубу Олексія Шевченка і журналістки Раїси Шевченко, генеральний директор, власник компанії „Erocor“ Вадим, киянки Жанна, Євгенія та інші однофамільці. Імена всіх доброчинців уміщено в книжці». Схвалили проєкт і відомі майстри цирку — народні артисти України й СРСР Володимир і Людмила Шевченко. У їхньому «Першому слові» на початку збірника «Розвіяні міфи…» зазначено: «Добрі діла, як відомо, непідвладні професіям, політичним уподобанням, державним кордонам. Ідея видати книжку коштом лише однофамільців зацікавила нас духом єднання навколо суспільно значущої справи. Творчо розвиваючи традиції меценатства, можна гуртом робити багато корисного у сфері культури. Приємно, що саме Шевченки сказали тут перше слово».
Загалом майже 30 носіїв прізвища Шевченко стали меценатами проєкту. Потрібну для видання суму зібрали впродовж кількох місяців на початку 2010-го. У серпні того ж року книжку презентовано в Києві, в Національній спілці письменників України (вул. Банкова, 2), на творчому вечорі з нагоди 50-річчя Сергія Шевченка.
Згодом ВБФ «Журналістська ініціатива» передав через Українську бібліотечну асоціацію частину тиражу збірника «Розвіяні міфи…» як благодійний внесок у мережу бібліотек для публічного користування.

## Відзнаки
Співавторів книжки «Розвіяні міфи…» відзначено Міжнародною премією імені Володимира Винниченка (2011), яку заснував Український фонд культури (УФК). Відзнаки лауреатам вручив голова правління УФК Борис Олійник.